# 萨尔图杜塞乌
萨尔图杜塞乌是巴西马托格罗索州的一个市镇。总面积1312.186平方公里，总人口3682人，人口密度2.8人/平方公里。